# محطة لايمهاوس
لايمهاوس (بالإنجليزية: Limehouse)‏ هي إحدى محطات مترو أنفاق لندن. تقع على خط قطار دوكلاندز الخفيف (فرع بانك) أفتتحت في المنطقة (Zone) رقم 2 أفتتحت في 1841، 31 أغسطس 1987. و هي تعتبر تابعة لخط السير DLR الذي يعدّ فوق مستوى سطح الأرض.